# Патрикій
Патри́кій — християнське чоловіче ім'я. Походить від лат. Patricius (Patritius), утвореного від patricius — «шляхетний чоловік, патрицій». Жіноча форма — Патрикія (Патриція). Втім, навіть у Стародавньому Римі ці імена ще не свідчили про патриціанське походження власників: їх часто давали рабам, брали їх і вільновідпущеники.
Українські зменшені форми — Патрик, Патрусь, Патя.

## Іменини
- За православним календарем (новий стиль) — 24 березня і неділя після 7 лютого (сповідник Патрикій Петров), 1 червня (священномученик Патрикій Прусський), 2 квітня (преподобномученик Патрикій Савваїт)[3].
- За католицьким календарем — 17 березня (Патрикій Ірландський), 24 серпня (абат Патрикій Неверський), 16 березня (Патрикій, єпископ Овернський), 28 квітня (священномученик Патрикій Прусський), 4 липня (блажений Патрикій Селмон)[4].

## Відомі носії
- Патрикій Ірландський — християнський святий, покровитель Ірландії
- Патрикій Наримунтович — удільний князь Стародубський, син Наримунта Гедиміновича
- Патрик Новорита — польський хокеїст

## Цікаві факти
- Лисичка-сестричка — персонаж українських, російських і болгарських казок часто носить епітет «Патрикіївна». Вважають, що це «ім'я по батькові» пов'язане з ім'ям князя Патрикія Наримунтовича, відомого своєю хитрістю[5]
- Хрест Святого Патрика — косий червоний хрест на білому тлі. Прапор Святого Патрика з його зображенням складає (разом з прапором Святого Георгія і прапором Святого Андрія) прапор Великої Британії. Проте, як символ Ірландії його не визнають багато які ірландські націоналісти, оскільки його стосунок до Патрикія Ірландського уявляється сумнівним[6].
- Незважаючи на те, що Патрикій Ірландський жив задовго до Великої Схизми, питання про канонізацію цього святого православними церквами тільки обговорюють, поки встановлене тільки місцеве шанування[7][8][9].